# Christoph Korte
Christoph Korte (* 28. Dezember 1965 in Waltrop) ist ein ehemaliger deutscher Ruderer, der 1990 Weltmeister mit dem Achter war.

## Sportliche Karriere
Der 1,87 m große Christoph Korte vom Dortmunder Ruderclub Hansa von 1898 belegte bei den Deutschen Meisterschaften 1988 und 1989 den zweiten Platz im Vierer mit Steuermann. Bei den Olympischen Sommerspielen 1988 traten im Vierer mit Steuermann Andreas Lütkefels, Christoph Korte, Wolfgang Klapheck, Roland Baar und Steuermann Martin Ruppel an und belegten den siebten Platz. 1989 traten Lütkefels, Korte und Klapheck mit Schlagmann Armin Eichholz und Steuermann Guido Groß bei den Weltmeisterschaften in Bled an und erreichten den neunten Platz.
1990 belegte Korte zusammen mit Frank Dietrich und Steuermann Manfred Klein den zweiten Platz bei den Deutschen Meisterschaften im Zweier mit Steuermann. Wegen der guten Leistung im Kleinboot rückten Korte erstmals und Dietrich erneut in den Deutschland-Achter auf. Nach dem Sieg bei den Deutschen Meisterschaften gewann der Deutschland-Achter bei den Weltmeisterschaften in Tasmanien vor den Booten aus Kanada und aus der DDR.